# Dybsø Fjord
Dybsø Fjord er en ca. 17 km² stor lavvandet fjord, indenfor den sydvestsjællandske dobbeltkyst, med en gennemsnitsdybde på ca. 1 meter, beliggende mellem Næstved og Vordingborg. Mod vest afgrænses fjorden ud mod Karrebæksminde Bugt og Smålandsfarvandet af den lave ø Dybsø, og sydenden af Enø. Mod nord er der vandforbindelse via Krageholm Strøm til Karrebæk Fjord; Mod nord ligger også halvøen Vejlø med gården Vejløgård. Fjorden er cirka 5 km bred og ender i øst ved Kyllebæk Huse. Mod syd ligger halvøen Svinø.
Fjorden er en af Danmarks reneste fjorde, og de lavvandede sandbanker giver området international betydning som spisekammer for store flokke af ande- og vadefugle, og det er da også under Natura 2000-planerne både et Ramsarområde, Habitatområde og et internationalt fuglebeskyttelsesområde; desuden er den nordlige del af fjorden en del af et vildtreservat – en udvidelese fra 1997 af Gavnø Vildtreservat, som blev oprettet i 1940. Reservatordningen indebærer, at der er begrænsninger på jagt, og at færdsel er forbudt på dele af Enø Overdrev og på den nordøstlige del af Dybsø fra april til midt i juli. Reservatet er på i alt 1.409 ha, hvoraf 173 ha er landareal.
Både øerne, fjorden og dens kyster er fredet, Enø overdrev blev fredet i 1953, Dybsø i 1978 og fjorden og den omgivelser i 1988.
I den nordlige ende af fjorden var Nylandsmose Danmarks første landvindingsprojekt, der fandt sted i slutningen af 1600-tallet, hvor ejeren af Gavnø, gehejmeråd Knud Thott inddæmmede en vig af fjorden.

## Eksterne kilder og henvisninger
- Knud Dahl: Fredede arealer i Danmark, 7. udg. 1994 ISBN 87-14-20255-7
- (Webside ikke længere tilgængelig)
- naestved.dk/NaturFriluftsliv Arkiveret 18. oktober 2012 hos  Wayback Machine

|  | Denne artikel om lokaliteten Dybsø Fjord kan blive bedre, hvis der indsættes et (bedre) billede. Du kan hjælpe ved at afsøge Wikimedia Commons for et passende billede eller lægge et op på Wikimedia Commons med en af de tilladte licenser og indsætte det i artiklen. |

55°8′10″N 11°44′40″Ø / 55.13611°N 11.74444°Ø